# Aleksandr Zinowjew
Aleksandr Aleksandrowicz Zinowjew (ros. Александр Александрович Зиновьев, ur. 29 października 1922 we wsi Pachtino w guberni kostromskiej, zm. 10 maja 2006) – rosyjski socjolog i filozof. Pozbawiony radzieckiego obywatelstwa i wydalony z ZSRR w 1976. Autor terminu homo sovieticus.

## Życiorys
Urodził się we wsi Pachtino koło Czuchłomy w rodzinie rzemieślnika. Od 1933 mieszkał w Moskwie. W 1937 wstąpił do Komsomołu. W 1939 rozpoczął studia na wydziale filozoficznym Uniwersytetu Moskiewskiego. Już w tym okresie ujawniał antyradzieckie i antystalinowskie poglądy. Na jednym ze spotkań Komsomołu, pod koniec 1939, wygłosił przemówienie krytykujące kult Stalina, w efekcie czego uniwersytet skierował go na badania psychiatryczne. Stwierdzono, że jest zdrowy, ale wyczerpany fizycznie. Został jednak wydalony z uczelni i z Komsomołu. Niedługo potem został aresztowany i przesłuchany na Łubiance. Wypuszczono go, ale objęto nadzorem. Chcąc uniknąć więzienia, w październiku 1940 wstąpił do Armii Czerwonej. Początkowo służył na Dalekim Wschodzie, w Kraju Nadmorskim. Większość wojny spędził jednak w szkole lotniczej w Uljanowsku, dokąd trafił na początku 1942. Przebywał tu prawie trzy lata, przez większość czasu będąc w rezerwie. W 1944 rozpoczął loty szkoleniowe na samolocie szturmowym Ił-2. W październiku 1944, po uzyskaniu dobrych wyników w teście końcowym, Zinowjew ukończył szkołę lotniczą ze stopniem młodszego porucznika. W 1945 został wysłany na teren Polski, brał udział w zdobyciu Głogowa, następnie walczył na terenie współczesnych Niemiec. Pod koniec kwietnia otrzymał Order Czerwonej Gwiazdy. Zinowjew odczuwał bezsens służby wojskowej, wielokrotnie próbował odejść z wojska, ale bezskutecznie. Sześć lat służby wojskowej dało mu jednak bogaty materiał do zrozumienia społeczeństwa radzieckiego, obserwacji stosunków społecznych i ich dynamiki.
W 1946 Zinowjew wrócił na wydział filozoficzny Uniwersytetu Moskiewskiego. Wydział ten był wówczas miejscem szczególnej aktywności władz – chciano wzmacniać rolę partii w edukacji. Zorganizowano tam m.in. konferencję poświęconą czytaniu dzieł Stalina. Podczas studiów Zinowjew rozważał możliwość zostania pilotem samolotów pasażerskich, ale nie chciał opuszczać Moskwy. W 1951 ukończył studia, otrzymując dyplom z wyróżnieniem. W 1953 wstąpił do Komunistycznej Partii Związku Radzieckiego. W 1954 został pracownikiem Instytutu Filozofii Akademii Nauk ZSRR, gdzie pracował do stycznia 1977. W 1962 obronił pracę doktorską „Filozoficzne problemy logiki wielowartościowej” (Философские проблемы многозначной логики). Cztery lata później został profesorem. 1962–1972 napisał wiele książek i artykułów naukowych, zyskiwał światową sławę, wszystkie jego najważniejsze prace zostały wówczas przetłumaczone na języki obce. Wielokrotnie zapraszany był na międzynarodowe kongresy i konferencje, m.in. do Polski, USA, Holandii i Belgii. Władze jednak nie zgadzały się na jego wyjazd z kraju. Nominowano go do Nagrody Państwowej ZSRR. 1967–1968 kierował katedrą logiki na Uniwersytecie Moskiewskim. Usunięto go z tego stanowiska po wydarzeniach związanych ze sprawą Jurija Gastiewa i Wiktora Finna, którzy za kontakty z dysydentami zostali pozbawieni profesury. Po tym wydarzeniu coraz trudniej było Zinowjewowi publikować, ograniczono jego aktywność na uniwersytecie, odmawiano jego pracom wartości naukowej. Zaczął wówczas pisać teksty publicystyczne i wysyłać je na Zachód. Jego artykuły ukazywały się także w samizdacie.
W 1975 został wybrany członkiem Fińskiej Akademii Nauk. Rok później miał pojechać na międzynarodową konferencję logików do Finlandii. Władze jednak i tym razem nie zgodziły się na jego wyjazd. Zinowjew złożył wówczas publiczny protest przeciw tej decyzji. W efekcie został wyrzucony z uniwersytetu, jego prace wycofano z druku, zabroniono także powoływania się na nie. Jawnie inwigilowano jego, jego rodzinę i współpracowników.
1974–1975 potajemnie napisał i przekazał na Zachód powieść Denne wyżyny, która została opublikowana w Szwajcarii w 1976 roku przez wydawnictwo L’Age d’Homme. Książka w ironiczny i humorystyczny sposób opisywała życie społeczne w ZSRR. Wkrótce stała się bestsellerem i została przetłumaczona na 20 języków. W ZSRR książka została uznana za antyradziecką, Zinowjewa pozbawiono wszystkich tytułów akademickich, nagród wojskowych, zwolniono z pracy w Instytucie Filozofii i usunięto z KPZR. Zwolniono z pracy także jego brata, który był wojskowym prawnikiem, i wydalono go z Moskwy. Pracy pozbawiono również bratanków Zinowjewa. Jakiekolwiek kontakty z przyjaciółmi i naukowcami przebywającymi za granicą zostały mu uniemożliwione. Zinowjew był więźniem ZSRR, bez środków do życia. Po opublikowaniu w 1978 powieści „Świetlana przyszłość”, gdzie satyrycznej krytyce poddał Breżniewa, władze dały mu wybór między siedmioletnim więzieniem i opuszczaniem kraju. 6 sierpnia 1978 Zinowjew z żoną i siedmioletnią córką wyjechał do Niemiec. Objął posadę profesora logiki na Uniwersytecie Ludwika i Maksymiliana w Monachium.
W 1990 Prezydium Rady Najwyższej ZSRR podjęło decyzję o przywróceniu mu obywatelstwa ZSRR. Interwencja NATO w Jugosławii skłoniła Zinowjewa do powrotu do Rosji. 30 czerwca 1999 osiadł w Moskwie. Został profesorem na wydziale filozoficznym Uniwersytetu Moskiewskiego.
Zmarł 10 maja 2006 z powodu guza mózgu. Zgodnie z jego wolą poddano go kremacji, a prochy rozrzucono z helikoptera nad obszarem Czuchłoma, gdzie urodził się i dorastał. Na cmentarzu Nowodziewiczym w Moskwie powstał jego symboliczny grób.
Zinowjew był trzykrotnie żonaty. Z pierwszego małżeństwa miał syna Walerego (ur. 1944), z drugiego córkę Tamarę (ur. 1954), z trzeciego dwie córki: Paulinę (ur. 1971) i Ksenię (ur. 1990).

## Twórczość
Twórczość Aleksandra Zinowjewa podzielić można na trzy etapy:
- etap „akademicki”, obejmuje okres do wydania powieści „Denne wyżyny”. Zinowjew zajmował się wówczas logiką i metodologią nauk. Prace z tego okresu to m.in. „Filozoficzne problemy logiki wielowartościowej” (Философские проблемы многозначной логики), „Podstawy logicznej teorii poznania naukowego” (Основы логической теории научных знаний), „Logika nauki” (Логика науки) i „Fizyka logiczna” (Логическая физика).
- lata 1978–1985 to okres krytyki realnego komunizmu. Zinowjew uprawia w tych latach różne gatunki literackie i dziennikarskie. Z tego czasu pochodzą utwory: „Denne wyżyny” (1976), „Świetlana przyszłość” (1978), „W przedsionku raju” (1979), „Zapiski stróża nocnego” (1979), „Żółty dom” (1980), „Komunizm jako rzeczywistość” (1981), „My i Zachód” (1981), „Homo sovieticus” (1982), „Mój dom – moja obczyzna” (1982), „Młodości naszej porywy” (1983) i „Ręka Kremla” (1985).
- okres po ogłoszeniu pieriestrojki w ZSRR. W tym czasie Zinowjew dystansował się wobec polityki Michaiła Gorbaczowa. Pozytywnie identyfikował się z homo sovieticus, uważał okres stalinizmu za najszczęśliwszy w dziejach Rosji. Oskarżał cały świat o działania na szkodę Rosji. Z tego okresu pochodzi m.in. powieść „Smuta” (1993), w której Zinowjew określa przyczyny tragedii ludzi radzieckich – są nimi uleganie ideologii Zachodu i antysowietyzm.

## Poglądy
Aleksandr Zinowjew z wybitnego krytyka systemu sowieckiego i ważnego przedstawiciela ruchu obrony praw człowieka, stał się w latach 90. apologetą komunizmu. Jak twierdził, jedynie komunizm daje ludziom szansę osiągnięcia rajskiego życia (…) gwarantując minimalne wygody życiowe uwalnia człowieka od trosk materialnych, pozwala mu skupić uwagę na ważniejszych, autentycznie ludzkich wartościach. Przyczyny upadku tego raju widział w kampanii kłamstw Zachodu. Posługując się leninowskim stylem, pełnym pogardy i inwektyw, atakował zachodnich politologów, szczególnie łajdaka Brzezińskiego oraz najmitów Zachodu, czyli Aleksandra Sołżenicyna i Andrieja Sacharowa. Jego publicystyka, mimo że deklarował iż jest wynikiem bezstronnej socjologicznej postawy, to wyraz fobii, kompleksów, furii i nienawiści. Oskarżał Europę, że stała się kolonią amerykańską. Dotąd chronił ją przed tym ZSRR, gwarantując zachowanie swobody myśli i wolności twórczej. Bezwarunkowo akceptował komunizm, broniąc GUŁagów, ludobójczej kolektywizacji rolnictwa, tłumacząc, że terror stalinowski to wyraz samodzielnej inicjatywy szerokich mas ludności.